# Notropis aulidion
Notropis aulidion är en fiskart som beskrevs av Chernoff och Miller, 1986. Notropis aulidion ingår i släktet Notropis och familjen karpfiskar. IUCN kategoriserar arten globalt som utdöd. Inga underarter finns listade i Catalogue of Life.